# Mietvilla Gustav Otto Neubert
Die Mietvilla Gustav Otto Neubert liegt im Stadtteil Niederlößnitz der sächsischen Stadt Radebeul, in der Kellereistraße 8 an der westlichen Ecke zur Oberen Bergstraße; an der anderen Ecke steht das Winzerhaus Obere Bergstraße 63. Sie wurde zwischen Januar und September 1900 durch den Niederlößnitzer Architekten und Baumeister Adolf Neumann im Auftrag des Musiklehrers Gustav Otto Neubert errichtet.

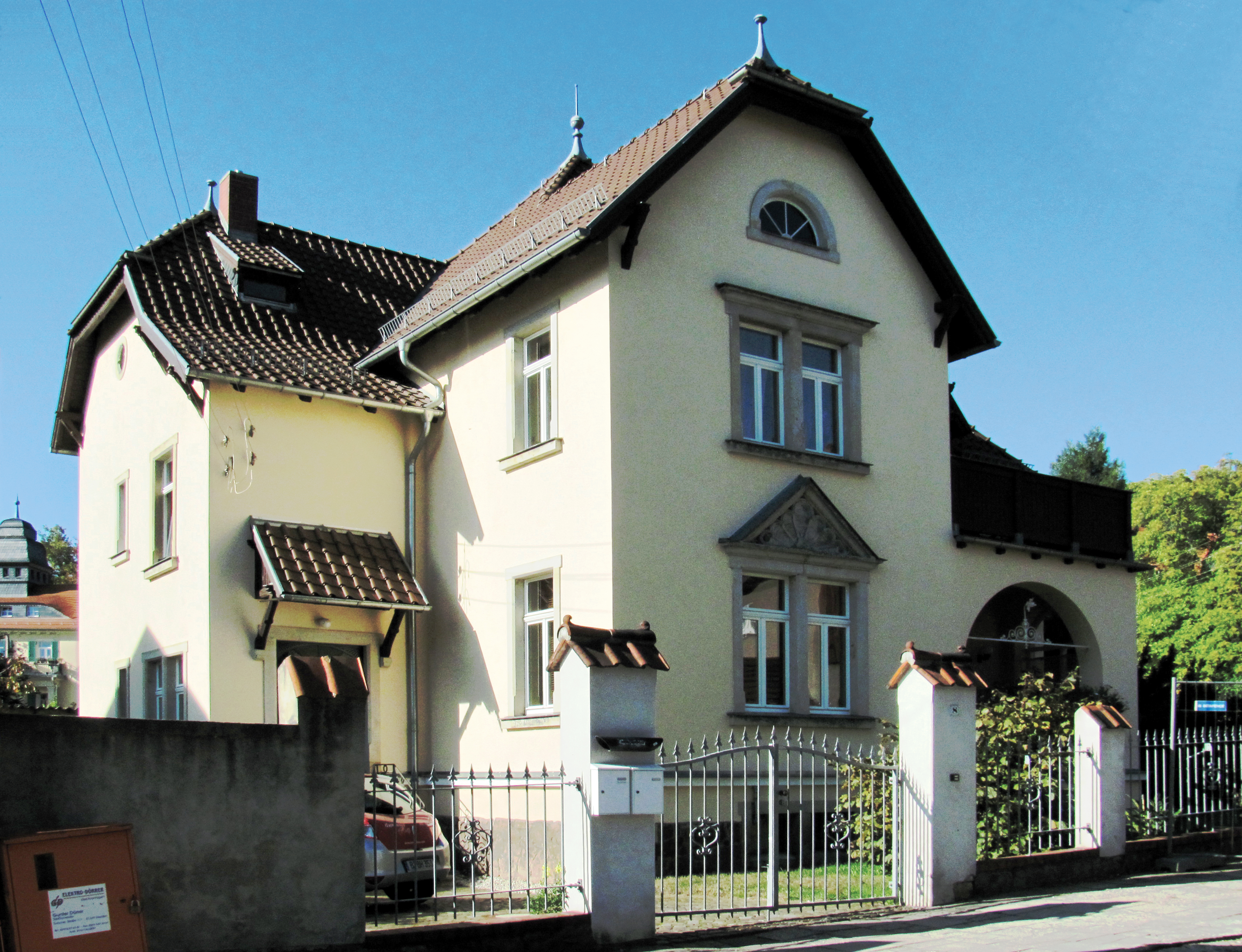
Mietvilla Gustav Otto Neubert, an der Kellereistraße

## Beschreibung

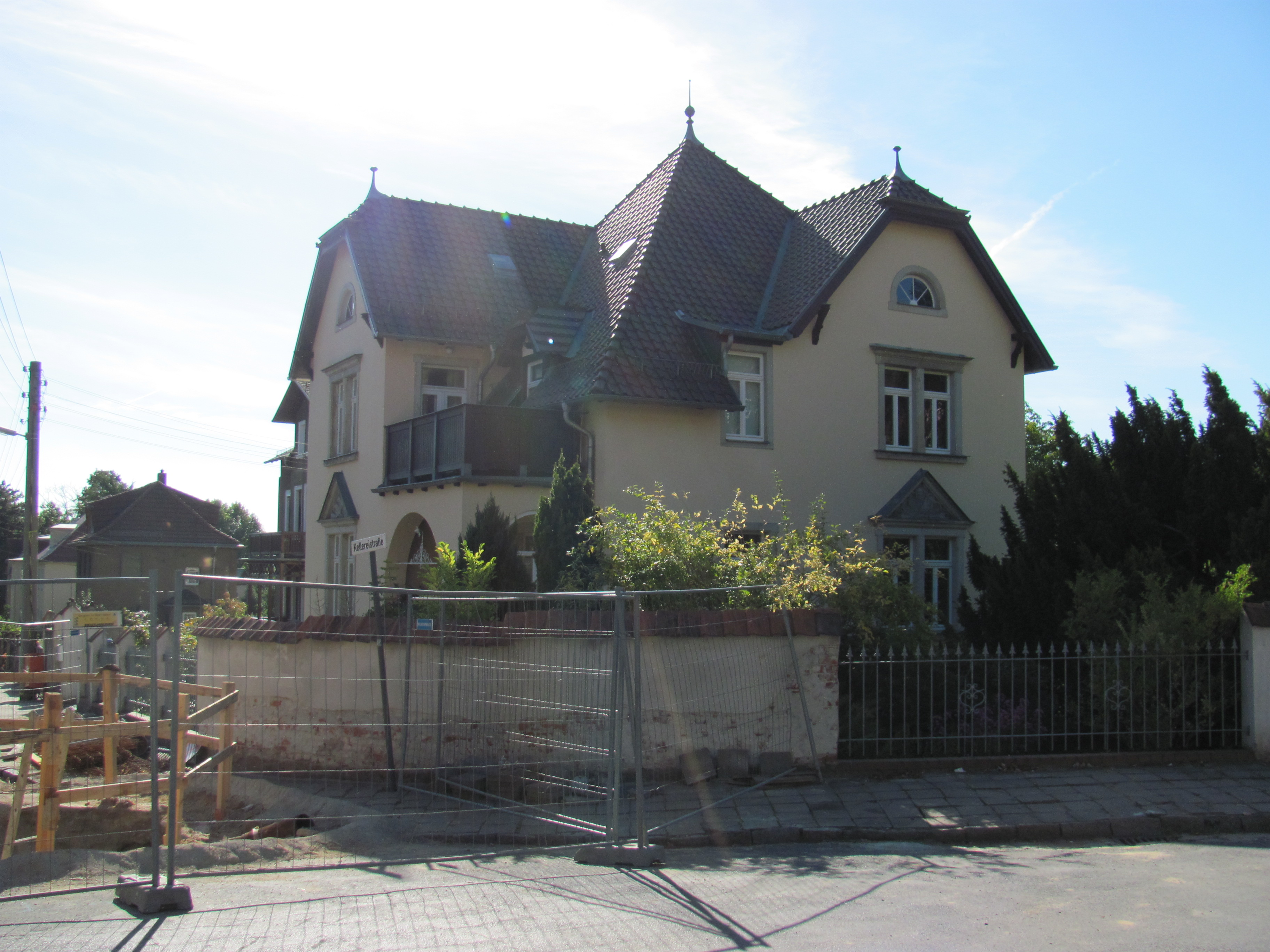
Mietvilla Gustav Otto Neubert, von der Kreuzung aus

Obere Bergstraße 1914, Blick nach Westen: Links das Winzerhaus Obere Bergstraße 63, dahinter Kellereistraße 8 (mit Dachreiter). Mitte: Sektkellerei Bussard, auf der Hangspitze: Meyerburg

Die mit ihrer Einfriedung unter Denkmalschutz stehende Mietvilla ist ein zweigeschossiges Wohnhaus mit „malerisch-unregelmäßiger Aufriss- und Dachausbildung“ in Ziegeldeckung. Auf dem weit heruntergezogenen Zeltdach des Mittelbaus befand sich ursprünglich ein Dachreiter mit offener Laterne.
In der Straßenansicht zur Kellereistraße steht links ein weit vorkragender, einachsiger Seitenrisalit mit geschmückten Zwillingsfenstern und mit einem Krüppelwalmgiebel, darin ein halbrundes Fenster. Rechts des Risalits steht vor der Rücklage eine massive Veranda mit Austritt obenauf sowie mit breiten Stichbogenfenstern. In der linken Seitenansicht steht ein ebenfalls weit hervortretender Treppenhausrisalit, in dem sich der überdachte Eingang befindet, obenauf ebenfalls ein Krüppelwalmgiebel mit einem Rundfenster.
Auf der rechten Seite der Ansicht zur Oberen Bergstraße befindet sich ein weiterer Krüppelwalmgiebel mit Halbrundfenster, unter dem sich ebensolche Zwillingsfenster wie in der Kellereistraße finden.
Das schlicht verputzte Haus wird geschmückt durch die aufwendig gearbeiteten Sandstein-Einfassungen der Fenster.
Die Einfriedung besteht aus einem Viertelkreis verputztem Mauerwerk mit Verdachung an der Straßenkreuzung, der weitere Zaun entlang der Straßenfronten besteht aus Lanzettzaunfeldern zwischen verputzten Pfeilern.